# Maltine Records
Maltine Records（マルチネ・レコーズ）は、日本のレコード・レーベルである。
tomadが主宰を務めている。このレーベルから、tofubeats、三毛猫ホームレス、Avec Avecなどを世に送り出した。このレーベルから、無料ダウンロードで楽曲をリリースしているほか、レーベルの主催によるイベントなども行われている。
2014年、『ピッチフォーク・メディア』誌上にて「日本の重要なインターネット・レーベル10選」の1つに選ばれた。

## 歴史
2005年、tomadとSyemにより設立された。2009年、レーベルとして初のイヴェント「おいッ!パーティーやんぞ!」が開催された。翌年、初のフィジカル作品『MP3 KILLED THE CD STAR?』をリリースした。2013年、東京女子流とのコラボレーションによるプロジェクト、Maltine Girls Waveが始動した。2014年、同名の作品『Maltine Girls Wave』がリリースされた。

## 書籍
- Maltine Book: Maltine Records 2005-2015 10th Anniversary Issue（2015年、スイッチ・パブリッシング） ISBN 978-4884184452

## 関連文献
- “Meet the Man Behind Ryan Hemsworth's Favorite Tokyo Label, Maltine Records” (英語). The Fader (2014年6月30日). 2016年3月17日閲覧。
- “Ten years on, Maltine sticks to its guns on free music” (英語). The Japan Times (2015年7月17日). 2016年3月17日閲覧。